# ヨセフとポティファルの妻 (ムリーリョ)
『ヨセフとポティファルの妻』（ヨセフとポティファルのつま、独: Joseph und die Frau des Potiphar、英: Joseph and Potiphar's Wife）は、17世紀スペイン・バロック期の巨匠バルトロメ・エステバン・ムリーリョが1640–1645年にキャンバス上に油彩で制作した絵画である。1775年以前にヘッセン＝カッセル方伯フリードリヒ2世に購入され、現在、カッセル古典絵画館に所蔵されている。なお、ムリーリョが1660年代に制作した別のヴァージョンが個人蔵となっている。

## 作品
『旧約聖書』中の「創世記」 (13章1-23) によれば、嫉妬深い兄弟たちに売られたヨセフがファラオの侍従長ポティファルに買われた物語が叙述されている。ポティファルに仕えたヨセフはポティファルの信頼を得るも、彼の妻はヨセフが気に入り、彼を誘惑しようと試みた。
本作に描かれているのは、ヨセフがポティファルの妻に誘惑されて拒む場面である。ムリーリョの描写は演劇の場面を想起させ、2人は暗い背景の中、照明を浴びているかのようである。ポティファルの妻は豪華に装飾されたベッドからから半裸で跳び上がり、左の方へ逃げ出そうとするヨセフを止めようとしている。彼女は、前に伸ばした腕でヨセフの黄色い衣服を掴んでいる。ヨセフは逃げのびるが、彼の衣服を手中にした彼女は夫のポティファルにヨセフに誘惑されたと告発し、怒ったポティファルはヨセフを投獄してしまう。

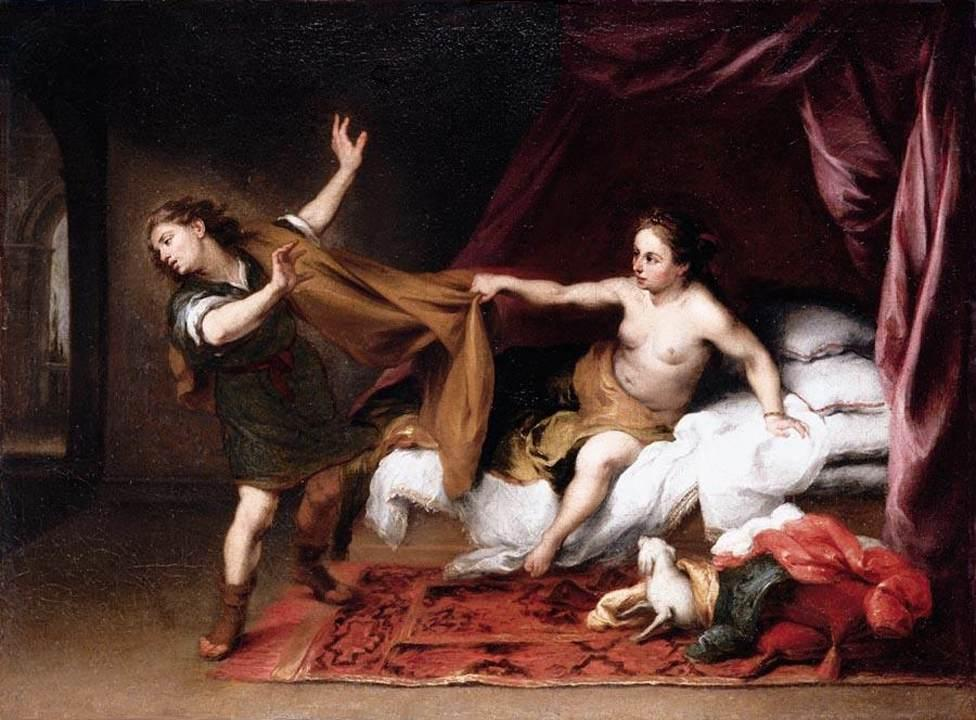
ムリーリョ『ヨセフとポティファルの妻』 (1660年代)、個人蔵

スペインの絵画で、この主題は稀にしか描かれなかった。しかし、ムリーリョの時代のセビーリャは例外であったようで、セビーリャで大きな美術コレクションを所有していたフランドルの商人たちは、このエロチックな主題に特別な関心を抱いていた。ムリーリョの最も重要な庇護者の1人であったニコラス・オマスール (Nicolás Omazur) は、本作の複製を所有していた。また、目録によれば、フアン・バウティスタ・クラルブー (Juan Bautista Clarebout) は、ムリーリョのオリジナル作品を所有していた。 おそらく、そのオリジナル作品とは1660年代に制作された本作の別ヴァージョンで、2004年にサザビーズの競売で売却されたものである。この別ヴァージョンに登場するヨセフは、本作と同じく若く美しく描かれている。その一方で、ポティファルの妻は三段腹になりそうな熟女として表現されている。